# Terry Balsamo
Terry Balsamo (født 8. oktober 1972) er guitarist i bandet Evanescence fra USA.